# Ковальский, Леон Иосифович
Леон Иосифович Ковальский (28 апреля 1940, село Монастырек, Житомирская область, Украинская ССР — 4 июня 2023, Самара) — российский политик, первый председатель Самарской Губернской Думы (1994—2001), заместитель председателя Комитета Совета Федерации по конституционному законодательству и судебно-правовым вопросам (1996—2006).

## Биография
Окончил Калачёвское речное училище. После службы в армии в 1970 году окончил Волгоградский сельскохозяйственный институт по специальности «инженер-гидротехник», по распределению был направлен в город Куйбышев (ныне → Самара), где работал в системе Министерства мелиорации и водного хозяйства СССР в должности прораба.
С декабря 1987 года — начальник проектно-строительного объединения «Куйбышевводстрой», затем — председатель арендного предприятия «Самараводстрой», генеральный директор инвестиционно-строительной компании «Самараводстрой».
В 1990—1993 годах — депутат Куйбышевского областного Совета народных депутатов.
В 1994—2001 годах — депутат, председатель Самарской Губернской думы, член всероссийского движения «Наш дом — Россия».
В 1996—2006 годах — член Совета Федерации Федерального Собрания, заместитель председателя Комитета по конституционному законодательству и судебно-правовым вопросам. 21 ноября 2005 года собрал пресс-конференцию, где объявил, что никуда не уйдет с поста члена Совета Федерации, спустя неделю подал в отставку. Официально Совет Федерации прекратил полномочия Ковальского 25 января 2006 года.
Мандат члена Совета Федерации был передан Самарской Губернской Думой Алексею Ушамирскому, который не был утвержден Советом Федерации, что вызвало политический кризис, в результате которого регион полтора года оставался без сенатора. Новый представитель в СФ Валерий Парфёнов был утвержден лишь в июле 2007 года.
С 2008 по 2018 год — член Общественной палаты Самарской области. В 2019 году был избран почётным председателем Самарской Губернской думы.

Награжден медалями «В память 850-летия Москвы» и «Ветеран труда», почётным знаком Совета Федерации «За заслуги в развитии парламентаризма», двумя Почётными грамотами Совета Федерации. 
Скончался 4 июня 2023 года на 84-м году жизни.

## Награды
- Медаль «В память 850-летия Москвы»
- Медаль «Ветеран труда»
- Почётный знак Совета Федерации «За заслуги в развитии парламентаризма»
- Две Почётные грамоты Совета Федерации
- Заслуженный строитель Российской Федерации (31 мая 1998 года) — за заслуги в области строительства и многолетний добросовестный труд[8][9]
- Орден «Содружество» (14 апреля 2005 года, Межпарламентская ассамблея СНГ) — за активное участие в деятельности Межпарламентской Ассамблеи и её органов, вклад в укрепление дружбы между народами государств — участников Содружества[10]